# Acer carpinifolium
Acer carpinifolium — вид клена, ендемік Японії, з островів Хонсю, Кюсю та Сікоку, де він росте в лісах і біля струмків у гірських районах.
Це невелике листопадне дерево заввишки 10–15 м з гладкою корою від темно-зеленувато-сірого до сіро-коричневого кольору. Листки 7–15 × 3–6 см, прості, нелопатеві, перисто-жилкові з 18–24 парами жилок і зубчастим краєм. Вони нагадують листя граба більше, ніж листя інших кленів, за винятком того, що вони розташовані протилежними парами. Квітки в діаметрі 1 см, зеленувато-жовті, утворюються у пониклих китицях довжиною 5–12 см навесні, коли розпускаються нові листки; вони дводомні, з чоловічими та жіночими квітками на окремих деревах. Плід — крилатка з двох насінин із крилом довжиною 2–3 см.
Іноді його культивують як декоративну рослину в регіонах з помірним кліматом, головним чином як ботанічний диво, щоб продемонструвати широкий діапазон морфології листя в роду Acer, а також через його яскраво-жовтий осінній колір. І наукова, і загальна назва походять від зовнішньої схожості його листя з листям роду Carpinus (граб).

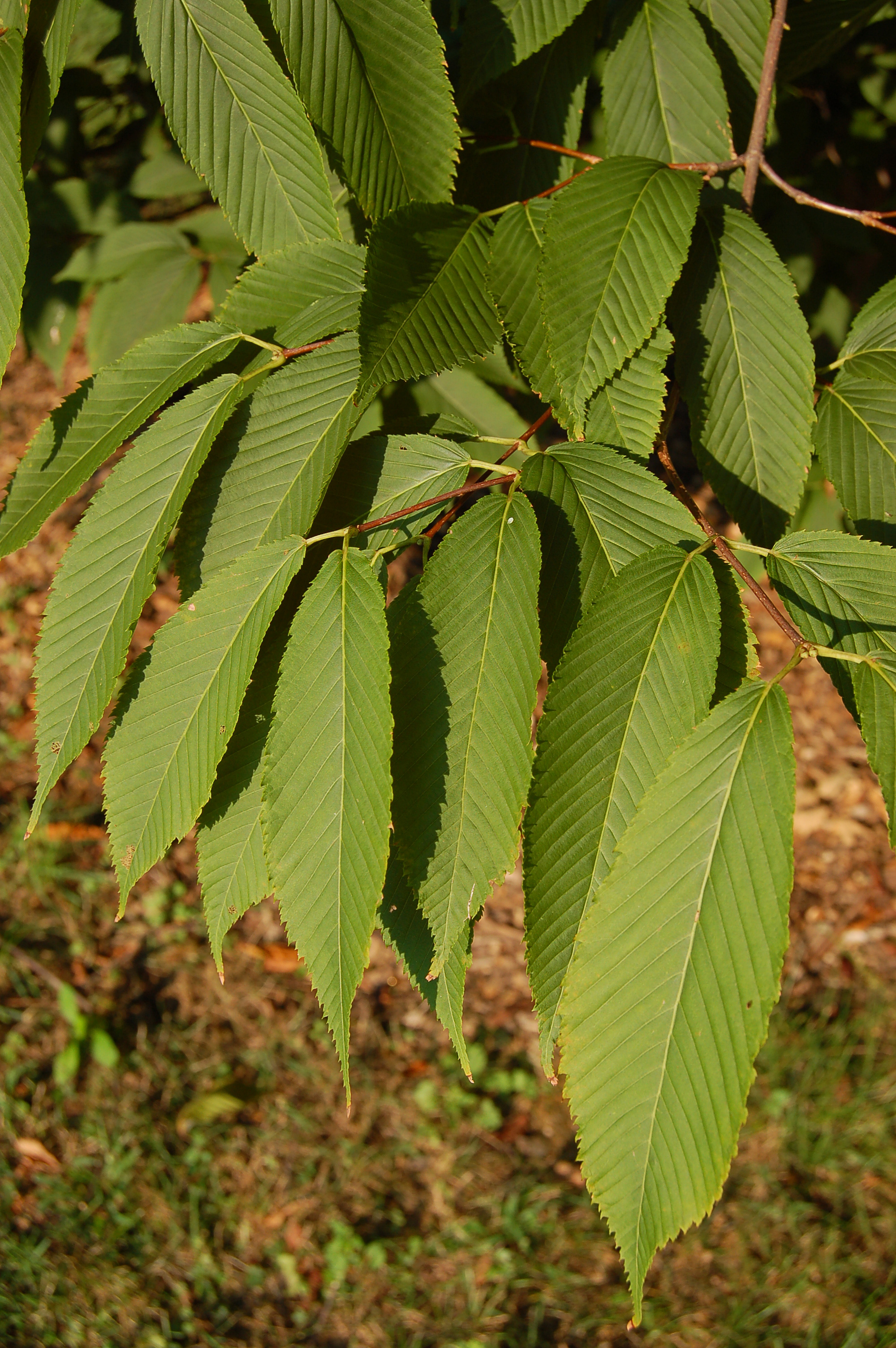
Листя
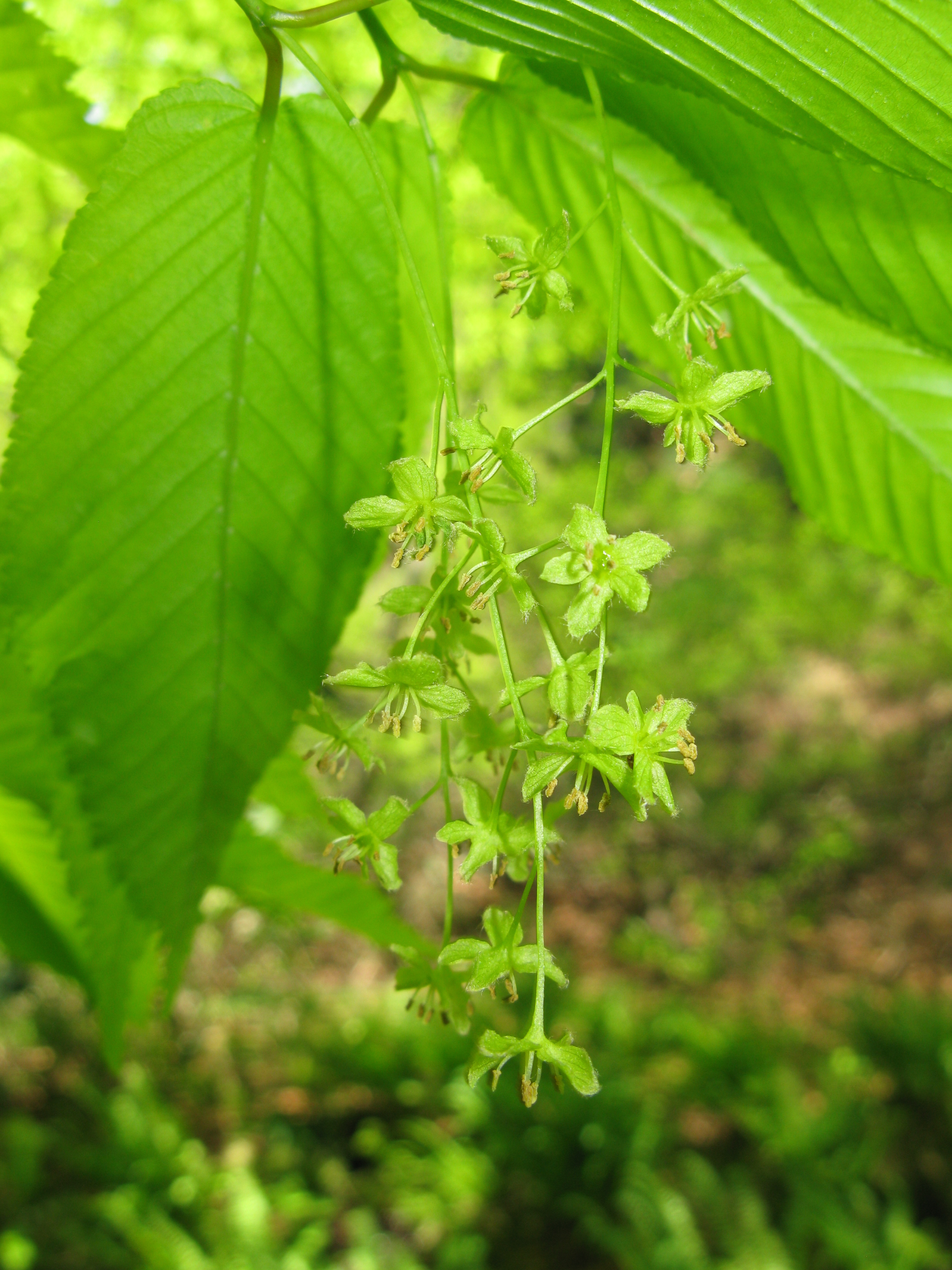
Чоловічі квітки
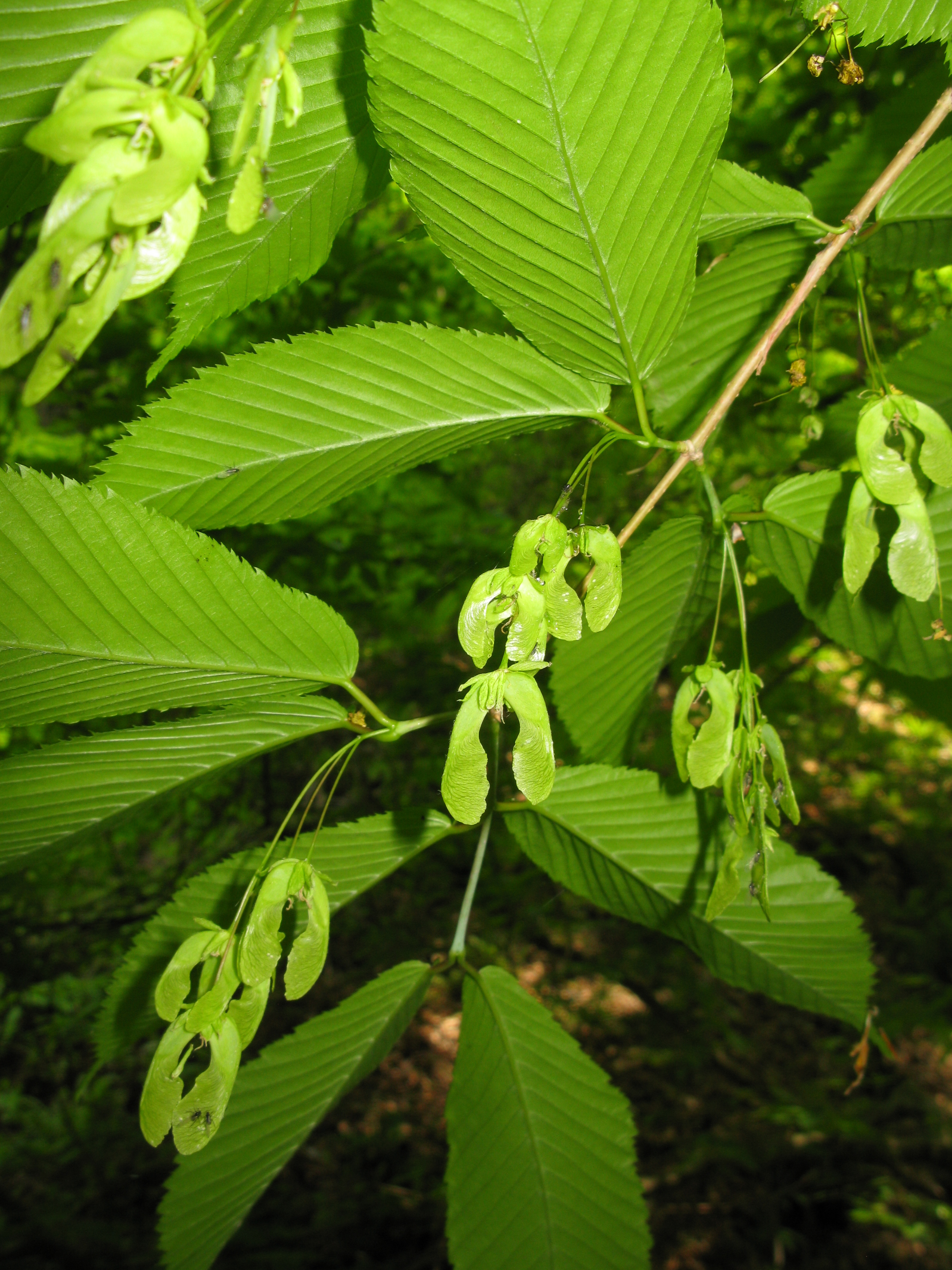
Молоді плоди
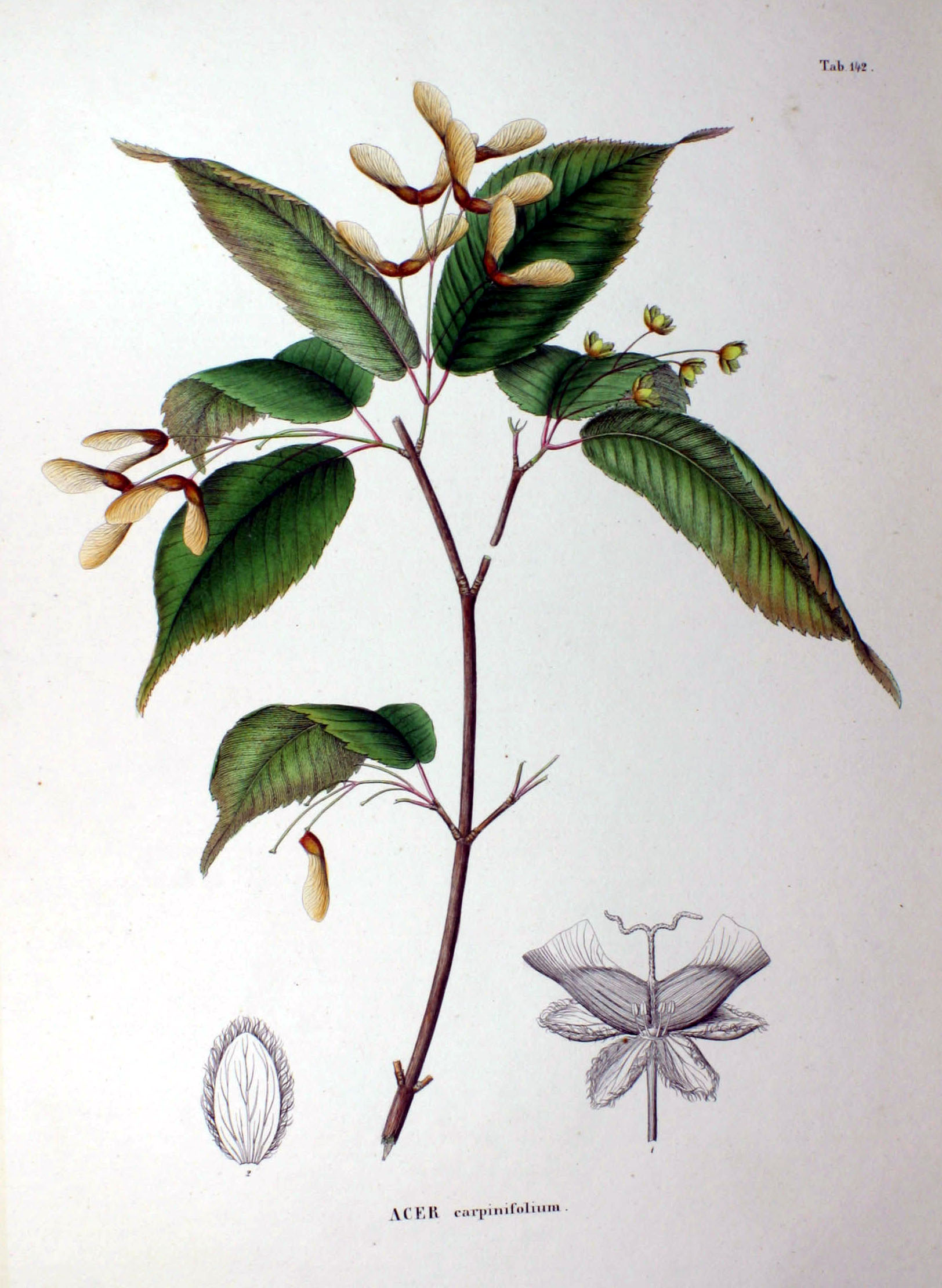
Ілюстрація